# 성별 선택
성별 선택(Sex selection)은 원하는 성별의 2세를 얻기 위해 선택하는 것을 말한다. 부모가 특정 성별을 선호하고 원하는 성별의 아이를 갖기 위한 과학 기술이 발달하여 생긴다.

## 방법

### 착상 전

#### 에릭슨법
원하는 성별의 정자를 많이 모이게 하는 방법이다.

#### 착상전 유전자 진단
시험관 아기로 수정된 수정란에 착상전 유전자 진단을 실시하여 원하는 성별의 수정란만 착상시키는 방법이다.

#### 성교시기법
배란일을 기준으로 특정한 시기에 성교하면 원하는 성별의 아이를 더 많이 가질 수 있다는 주장이 있다.

#### 정자 분류
정자를 X정자와 Y정자를 분류해 원하는 성별의 정자를 수정시키는 방법이다.

### 착상 후
태아 성 감별을 해서 원하지 않는 성별의 태아를 낙태시키는 방법이다.

## 여파
성별 선택은 성비 불균형이라는 인구학적인 문제를 일으키게 된다.

## 합법 여부
대한민국은 낙태가 원칙적으로는 불법이지만 사실상 묵인되었는데, 여아낙태로 인한 성비 불균형 문제가 발생하자 태아 성 감별을 금지했다. 그러나 생명공학 기술 발전에 따라 수정란이나 정자를 선별하는 방식의 성별 선택이 가능해졌다. 대한민국은 이에 생명윤리 및 안전에 관한 법률을 제정하면서 정자와 수정란의 선별에 의한 성별 선택을 금지하였고, 배아에 대한 유전자 검사(착상전 유전자 진단)은 질병에 한해서만 실시할 수 있도록 하여 정자나 수정란을 선별하는 성별 선택을 금지했다. 그러나 이것이 합법인 미국에 가서 원하는 성별의 아이를 임신한 뒤 원정출산을 하는 경우가 있다.

## 같이 보기
- 남아선호사상
- 젠더사이드
- 성비 불균형